# 2度あることはサンドア〜ル
『2度あることはサンドア〜ル』（Puzzle & Action Sand-R）は、セガから発売されたミニゲーム集のテーブルゲーム。「タントアール」シリーズの3作目。
1995年に業務用のゲームとして発売。後にセガサターンに移植されている。韓国では『宝物を探せ』（보물을 찾아라）、北米では『TREASURE HUNT』（トレジャー・ハント）というタイトルで、1997年に発売された。

## 概要
プレイヤーは盗賊団「ドクロ」に盗まれた宝箱を取り返すために、ゲームに挑戦して敵を追い詰めるという基本的に歴代のタントアールシリーズと同じストーリー。新たなミニゲームをたくさん詰め込み、ST-V基板のポリゴン描画機能を活かした立体把握系のゲーム等も登場。音楽やグラフィックなどが格段に進化、またボイスも追加された。
『タントアール』からの大きな違いは、各ステージにボスが存在し、ボス専用のミニゲームが存在する。また、おじゃまキャラについてもこれまでの「4ゲームでクリア」に固定されておらず、2〜5ゲームと変化する。ミニゲームのアドバタイズ画面では前作まで「挑戦状」となっていたが、本作では「果たし状」に変更され、BGMも変更されている。前作『イチダントアール』ではタイムやライフ表示は画面上に集約されていたが、本作では画面下に集約されている。
ステージ
STAGE 1　スーシーの港町
船着き場より始まる港町。スーシーの盗賊「アリババロア」と、その兄である「デューク・クウゾウ」が相手。ボスはパワーが自慢の「ゴッツァーン」。
STAGE 2　メンタイ湖
湖をボートで進む。3人の「モグレンジャー」が水中や後方から順番に現れる。ボスは悪知恵働く「ウマイゾウ」。このステージは背景に『タントアール』の主人公である探偵が釣りを楽しんでいたり、タントアールでのステージ4のおじゃまキャラが女性とデートをしている。
STAGE 3　アンキーモの洞窟
山の中の炭鉱のような洞窟を進む。途中には吊り橋もある。おじゃまキャラは「魔法家元ウメ」「魔法少女ピーチ」「魔法婦人ドリアン」と魔法使いの一家。ボスはお色気たっぷり「オゴリーネ」。
FINAL STAGE　オートローの遺跡
これまでの中ボスだった3人が、ゴッツアーン、ウマイゾウ、オゴリーネの順に再登場する。オゴリーネを倒すと最後の扉が開き、最終ボスである悪の首領「サー・ク王」が現れる。
サー・ク王を倒すと宝箱を取り戻してオールクリアとなる。来た道を戻りながらクリアしたゲームが順に表示され、港町まで戻って来ると船着き場に船長が待っていて、船に乗るためのネーム入力となる。そして乗船した主人公たちがプレイヤーとの別れを惜しみながら徐々に船は見えなくなり、全てのストーリーが完結する。

## ゲームの種類
前作『イチダントアール』同様、『タントアール』のような一発勝負系はない。全てノルマ制であるが、一部のゲームを除いてノルマは常に3である。また前作までと大きく異なる点として、後半のステージでは1問目から難易度が高い出題が行われる。この傾向は動体視力系、ノルマが1のゲームなどで特に顕著になる。
そいつはごHAT
ルーレット型ターンテーブルの上に多数のシルクハットが6つ置かれる。この中のひとつにコインを入れ、テーブルが高速回転した後でどのハットがコイン入りなのかを当てる。タントアールの『ハットしてフラワー』の発展形である。高速で回っているように見えるが、目の錯覚を利用した残像なので実際は速くない。2問目は逆回転が2回、3問目は逆回転が4回ある。ノルマ3問正解すればクリア。タイムは常に固定で8秒。
海がダイスき〜！
4×4の方眼紙状のマス目の上でサイコロを転がしていき、ゴール（緑色）のマスのところで魚の絵が描かれた目が上に来るように転がす。サメのエリアには入れない。マップパターンは少なく、向きが変わるだけである。ノルマ3回正解するとクリア。
未知とのSo Good!
4×4の方眼紙状のフィールドを2〜4体のUFOが高速移動し、最後に消える様子が表示される。その後、指定されたUFOが消えた地点を当てる。最後のUFOを当てる前であれば、選んだ部分の取り消しも出来る。ノルマ3回分正解するとクリア。タイムは常に固定で10秒。
とらえてみせマンション
マンションの窓に次々と人物のシルエットが表示されるので、泥棒のシルエットが映った窓を指定して、泥棒が顔を出した瞬間にボタンを押して次々と逮捕していく。もぐら叩きと似た内容。「〜人組」と表示されるのでその人数だけ逮捕するとクリアになる（そのためノルマは1となっている）。住民を逮捕してしまうとライフが1つ減る。人数は必ず奇数であり、2人プレイでは多く逮捕したほうが勝利。
ウオウオルーガ
宇宙空間を8体の魚が画面内を一定時間ふわふわと泳ぐ様子が表示される。その時の魚の重なり方を見て、一番手前を泳いでいた魚がどれなのかを当てる。ノルマ3問正解するとクリア。
倍ハード
フロアが炎上しているビルと、その横で自動で上下移動するハンマーが表示されるので、ビルの炎上しているフロアだけを、だるま落としの要領で全フロアを叩き落して屋上の人を助ける。制限時間に余裕がなく、火の出ていないフロアを叩くとハンマーが崩れてタイムロスになる。ノルマ3回成功するとクリア。
セガサターン版オリジナルモードでは、2連続・3連続で叩き落とすとボーナスが入る。
お城の上面どおーれ？
3Dで描かれた回転するお城が表示されるので、その城を上から見たときの見取り図として正しいものを5つの選択肢から探して回答する。固定位置にある城門と、その左右にある塔の色を参考にすると解りやすい。ノルマ3問正解するとクリア。
待ってGO! GO! GO!
車を操作して、迷路状の道路を時間内に通り抜けて女の子を迎えることが出来ればクリア。道路には多数の信号付き交差点があるので、赤信号の交差点を避けて進み、足止めを食わないようにするのがポイント。ボタンでクラクションを鳴らすことが可能で、赤信号で連打すると信号が早く青になる。コースによってはわざと赤信号に突っ込んで車が近づく寸前に青に変化するタイミングを狙うケースもある。このゲームのみノルマが変化する（最高難易度で3、それ以外は1）。ノルマ3でクリアするとドライバーが三股かけていた事が発覚し、女の子達に袋叩きにされた上に全員からフラれるというオチがある。
びみょーなトライアングル
回転する6つの三角錐が表示される（ゲームでは四面体と表現）。この中に1つだけ面の色の組み合わせが他のものと異なる三角錐が混ざっているので、それを当てる。ノルマ3問正解するとクリア。高難易度になると三角錐の回転が速いだけでなく、面の色の組み合わせがややこしくなる（三色で同じ色で組み合わせだけ違うなど、例として黄色1緑1青2で異なるのが黄色1緑2青1という具合に）。
飛ぶそ〜らの冒険
画面の奥からメカが何体も通過していくのを見た後、その数を当てる。選択肢は11〜28。飛んでくるメカはヘリコプター・プロペラ飛行機・戦闘機・ミサイル・ロケットのどれかがランダムで飛んでくる。ヘリや飛行機は6機飛んでくると処理落ちがかかるので数えやすい。ミサイル・ロケットはかなりの高速。戦闘機は陰に隠れている場合が多い。ノルマ3問正解するとクリア。
これモアイあれモアイ
回転するモアイのシルエットが表示されるので、全く同じ形のものを5つの選択肢から探して回答する（高難易度だと、5つとも、同じ色になる）。ノルマ3問正解するとクリア。
汗っかき氷
方向レバー（方向キー）を素早く回転させて、かき氷を作る。回転方向は時計回りでも反時計回りでも良い。前作『イチダントアール』の「一番削り」と似た内容。ノルマ3回成功するとクリア（味は、イチゴ、メロン、レモン、ブルーハワイのいずれか）。
キューキュー気球
まず、動物（ペンギン・犬・猫・サル・猫・ニワトリ）の絵の描かれた気球が回転しながら移動する様子が表示されるので、それぞれの気球の絵の内容を記憶する。その後、指定された動物の気球がどれなのかを回答する。1Pの帽子を選ぶと風船が現れる（クリアには関係ないお遊び的要素）。ノルマ3問分正解するとクリア。動体視力系のゲームにしては珍しくレベルが低い時は選択肢が少なくなる。
にくまんあんまんガンマン
空中に跳ね上げられたコインにピストルの弾を当ててさらに跳ね上げていく、という内容のガンシューティングゲーム。指定された高さまでコインが跳ね上がればクリア（ノルマは1）。銃は2発まで弾を続けて撃つことが出来るので、タイミング良く連続で弾を当てると、コインがより高く跳ね上がる。なお、70メートル付近の背景のUFOは撃ち落とせる（セガサターン版オリジナルモードではボーナスが入る）。ただし、コインを地面に落としたら即失敗となる。
ドラ無冠の帝王
悪人が転がしてくるたくさんのドラム缶を、弾を当ててすべて破壊すればクリア（ノルマは1）。ただしドラム缶には的が描いてあり、そこに弾を当てないと破壊できない。ボタン連打で連射もできるが、それだと返って的に当たりにくいため、単発で狙うのがコツ。制限時間は無く、このゲームのタイマーはダミーで減ることは無いが、ドラム缶が1個でも最下段のラインに到達したら失敗となる。ドラム缶の数は必ず奇数であり（最大11個）、2人プレイでは多く破壊したほうが勝利。成功すると悪人は戻ってきたドラム缶に潰されてペチャンコになり、捕まっていたカップルが救出される。
ハゲしいぜ！
5本の薬ビンの中に1本だけ毛はえ薬があり、それがどれなのかを当てる。ヒントとして、ビンの中身をいろいろな組み合わせで頭部にたらし、その結果毛が生えたり生えなかったりする様子が表示されるので、それを手がかりにして特定する。取り出しても中身をたらさないというフェイクもある。ノルマ3問正解すればクリア。
Man in 電車
発車直前の満員電車で、駅員を操作して乗客があふれているドアの前でボタン連打して乗客を押し込み、4箇所のドアを全てOKの表示が出るまで閉めていく。稀にドアが少しだけ閉まっている場所もあるので、そこを先に選ぶと早い。ノルマ3回成功するとクリア。1P側の電車は急行あっち（黄色に赤いライン）。2P側の電車は特急そっち（青に緑のライン）。失敗したり対戦時に負けたプレイヤーの車両は、乗客が全員怒って出て行ってしまい、駅員が必死に謝る姿が見られる。
わっ気合あい
画面の奥からだんだん大きくなる「気合」の文字を見て、文字が一番大きくなった（枠にぴったり収まる）タイミングでボタンを押す。成功するとビンのふたを開けることが出来る。失敗すると開けることが出来ない。制限時間内なら何度でも文字が大小を繰り返すので、自分のタイミングで押すとよい。ノルマ3回成功するとクリア。成功すると飴玉が大量に出てくる。
セガサターン版オリジナルモードでは開始直後の最初の拡大で成功するとボーナスが入る。
カンフーまさつ
方向レバーを左右に交互に激しく動かしてカンフー使いを乾布摩擦させる（セガサターン版ではA・Cボタンを交互に連打する）。徐々に体が赤くなっていき、頭のてっぺんまで紅潮させてカンフー使いを燃え上がらせれば成功。失敗したり対戦時に負けたカンフー使いは、凍えてしまう。ノルマ3回成功するとクリア。1人プレイの場合は、参加していないプレイヤー側には『代理』と書かれた木製の人形が置かれる。
さるのタワーむれ
はしごのついたタワーをサルに登らせ、頂上のバナナを取るゲーム。左右キーでタワーを回転させ、目の前にはしごが来たらボタン連打で登って上のフロアへ行くのを繰り返して頂上のバナナを目指す。はしごは壊れている（登れない）ものもある。タワーは形状が四角形から八角形まで様々で、四角形タワーは回し過ぎるとタイムロスになりやすい。ノルマ3回成功するとクリア。
鉄球ニカルKO
振り子のように動く鉄球をパンチして振り幅を大きくしていき、くす玉に当てる。パンチする方向と鉄球が動く方向が一致していないと振り幅は大きくならない。ノルマを1つクリアするごとに鉄球が大きくなり（最大10t）、タイムも徐々に短くなる（最短4秒）。ノルマ3回成功するとクリア。ゲームマークでは「16t」の表示があるが、実際には10tまでしかない。
セガサターン版オリジナルモード、フリーモードでは背景や場面チェンジの幕がアーケード版と異なっている。
ライオンネル・リッチー
2匹のライオンが巨大な肉の左右それぞれを持って取り合いをしている。その肉の中央の部分に弾を撃って穴を空けていき、肉の上端から下端まで穴を繋げて肉が左右に切れる状態にする。赤い部分は弾がはじかれてしまうため、穴を開けることが出来ない。ノルマ3回成功するとクリア。なお、このゲームは常に12秒からスタートするがノルマを1つ消化するたびにタイムが1秒ずつ短くなる（ミスすると次に限り3秒追加でやり直し）。2人プレイだとスタート時のタイムも10秒からになり、弾痕の穴も1人プレイ時よりも小さくなる。
ボーナスゲーム
車を操作して、逃げ回る敵の車に体当たりする。体当たりするとドル袋が手に入り、10個以上獲得するとライフが1つ増える（セガサターン版オリジナルモードではお金が増えるだけ）。2人プレイの時は多く獲得したほうだけライフが増え、2人とも同じ数だけ獲得すれば両方のライフが1つずつ増える。道に落ちている爆弾に当たると、一定時間動けなくなる。
ステージ2・3クリア後のボーナスステージは爆弾の数が増えるため、これまでのシリーズとは異なりボーナスゲームといえども難易度が高くなる。
セガサターン版には、オリジナルゲームもある（後述）。

## ボスゲーム
ステージ1 ゴッツァーン
ボタン連打で壁を押し合って、制限時間12秒以内にゴッツアーンを押しつぶせばクリア。最後のデッドゾーンに入ると底力を見せるので、連打を休めると勝てない。時間切れになった場合も押しつぶされてミス。ライフが残っていれば、制限時間が少し延長されて再戦となる。
ステージ2 ウマイゾウ
プレイヤーが縛られた状態になっているので、制限時間10秒以内にレバーを左右にひたすら動かしてナワを切り、閉じ込められた部屋から脱出すればクリア（2人プレイの場合はいずれか一方が成功すればOK）。脱出に成功すると、ダイナマイトでウマイゾゥを吹き飛ばす。失敗すると自分が吹き飛ばされてミスになるが、ライフが残っていれば再び同じ場所に戻って来る。
ステージ3 オゴリーネ
逆に動くベルトコンベアの上を駆け抜けて、オゴリーネのいる場所までたどり着けばクリア（2人プレイの場合はいずれか一方が成功すればOK）。ボタン連打で進み、オゴリーネのハート攻撃はレバー上下でかわす（ハート攻撃を受けると少しの間動けなくなるがライフは減らない）。制限時間20秒以内にゴールまでたどり着けないとミスとなり、最初からやり直しになる。
ステージ4（最終ボス） サー・ク王
巨大化したボスの右手をボタンジャンプで攻撃し、ボスの体力が無くなればクリア。プレイヤーが攻撃するか、一定時間でボスの手が赤くなり攻撃に転じてくる（攻撃を喰らうとライフがひとつ減る）。この間はプレイヤーの攻撃を受け付けないので逃げるしかない。ボスの動きはランダム。なお、1Pと2Pでは打点が違う。ボスの手は左側にある状態からスタートするので、1P側の方が早く攻撃できる。2人プレイでは与えられるダメージが少ないため要注意。制限時間60秒以内に倒せないとミスとなり、ボスの体力が回復して最初からやり直しになる。

## アーケード版の特徴
シリーズ最高の難易度を誇り、（標準設定で）ステージ3でミニゲームの難易度がMAXになる。ステージ3であればミスの仕方によって次に選ぶミニゲームの難易度が若干下がるが、ステージ4はコンティニューをしない限りは下がらない。
- 例）「海がダイスき〜」のタイムの変化
  - 1面1人目：18／2人目：16
  - 2面1人目：15／2人目：14／3人目：13
  - 3面以降：12

また、標準設定では「待ってGO!GO!GO!」は、ステージ3以降はノルマが3になる。
これまでのシリーズと異なり、Luckyは1つのステージに1つしか登場しない。
1つのステージに1回（ランダムなので出ない場合もある）、「EASY」「？」が表示される。「EASY」がミニゲームの難易度が1ランク下がるが、何が出るかはわからない。「？」はそのままで、何が出るかわからないだけである（いずれもそのステージで選んだゲームは登場しない）。
ミニゲームのノルマは多くて3。中には1のものもあるが失敗時はやり直しとなるため、タントアールの時のような一発勝負ではない。なお、アーケードゲーム攻略雑誌『ゲーメスト』にはノルマ5までの設定があった開発中のゲーム写真が数枚掲載された。
オールクリアすると、ノルマクリアした数と、コンティニューした回数が表示される。コンティニューした回数に応じて称号があり、ノーコンティニューでクリアすると「サンドアールMASTER」の称号を得ることが出来る。
EASY以下の設定でしかできないが、ライフを10個以上獲得すると数字の部分に×の表示が入る。
本作はアクション系ゲームの比率が高く（マンション、倍ハード、車、かき氷、ガンマン、ドラム缶、電車、気合、カンフー、サル、鉄球、ライオン、4つのボスゲーム）、次いで動体視力問題系が多く（HAT、UFO、魚、飛ぶそーら、気球、ハゲ）純粋なパズル系は少ない。タントアールシリーズ伝統の「迷路」「配列探し」「3ヒント」「入れ替え」「記憶力」等もないため、ややバランスを欠いた構成になっている。

## 移植版
セガサターン版
1996年4月5日、CRI（CSK総合研究所）から発売。アーケード版とほぼ同じ内容のアーケードモード、アイテム購入などの追加要素が入っているアレンジモード（後述）、好きなゲームを好きな難易度で選んでプレイできるフリーモード、ゲーム中の音楽を聴くことができるオプションモードがある。
アーケードモードは最初に難易度を3段階から選ぶ事が出来る。EASYランクだとステージ3をクリアした時点で強制終了となる（バッドエンディングとして、中ボス3人からメッセージが流れる。なお、裏技を使う事によってステージ4もプレイできるが、クリアした時点で同じバッドエンディングが流れ、通常のエンディングを見る事が出来ない）。NORMALランクでクリアするとボスゲームがフリーモードで選べるようになり、HARDランクでクリアするとエンディング（1P探偵のアイコン）やスタッフロール（2P探偵のアイコン）もフリーモードで選べるようになる（セーブ機能は無いため、いずれも電源を切るまでのみ有効。コマンドで、開放する事も出来る）。
ほぼ同じ内容、としたのはゲーム中のタイマーの数値の変化が業務用と異なることや、アドバタイズ画面（果たし状のシーン）のボイスが業務用と違うミニゲーム（「海がダイスき〜」等）があるため。なお本作発表前に公開されたHIPPON SUPER!!の体験版サンドアールでは業務用と同一であった。
携帯アプリ版
セガから発売されているSoftBank用の携帯アプリ「タントアール」で、このゲームに収録されたミニゲームの一部をプレイすることができる。

## セガサターン版オリジナルモード
ストーリーとしては業務用（アーケードモード）と同じであるが、ノルマをクリアするごとにお金（ドル袋）を獲得し、アイテムを使って有利に進めたり（逆にマイナスのアイテムもある）しながらゲームを進めていく。アーケードモードよりもクリアに必要なゲーム数が若干多くなっている。このモードのみに登場するミニボーナスゲームもある。おじゃまキャラ達もゲーム選択時にカーソルを高速移動させたり、ゲームマークを隠すなど様々な妨害をしてくる。ボスゲームはアーケードモードと同じ。
なお、このモードにはLucky、EASY、？マークのミニゲームは登場しない。またこのモードではライフはそれぞれ9つまでしか所持できない制限がある。
ミニボーナス
これらのゲームはクリアしても残りゲーム数の消化にならないが、ライフが減ることは無い。通常のミニゲームとは異なり、タイトルコールもない。
ミニボーナス1 スコップ
最初に上空から、宝の埋まっている場所が表示される。そして画面が切り替わるので、スコップを操作してボタン連打で穴を掘り、宝を掘り出す。どの宝を掘り出すとお金がいくら入るかは毎回変わる（魚の骨は常に0）。タイムは常に固定で40秒。宝を8つ掘り出すか、タイムオーバーで終了。
ミニボーナス2 宝箱
16の宝箱があり、ドル袋などが入っている。最終的に鍵を見つけ出せばクリアとなり、それまでに獲得したドル袋はお金として加算される。ただし、ゴーストを出すかタイムオーバーでNo Bonusになり、ドル袋は全て無効となってミニゲーム終了。ドル袋以外では、水晶（上下方向の宝箱に鍵があると光って反応を示す）、蝋燭（周囲の宝箱にゴーストがいると揺れて反応を示す）、ダイヤ（獲得したドル袋の数が倍に増える）などがある。2人プレイでは1回ずつ交代で選ぶ。タイムは常に固定で59秒。
ミニボーナス3 カプセル
「そいつはごHAT」のように6つのカプセルが現れ、最初にそれぞれのカプセルに何のアイテムが入っているかが見えたのち、カプセルが閉じられて一定時間高速回転する。合図と共に回転が遅くなってゲーム開始。ボタンを押すと画面の上から熊（またはペリカン）が現れ、タイミングが合えばカプセルをはじいて、中身のアイテムを獲得できる。熊とペリカンでは降下する速さが違うのでタイミングが異なる（合図の瞬間にわずかに表示される部分で判断できる）。タイムは設定されていないが、時間が経つと自動で熊（ペリカン）が降下してくる。

ショップ
ショップもミニボーナス同様、ゲーム数にはカウントされない。ここではアイテムを購入することが出来る。商品はランダムで、サブマーク（後述）の付き方で価格が若干変化する。稀に登場する若干怪しげな女性店員の店は良質なアイテムが手に入ることが多い。また、ボーナスステージの後には必ずショップを経由してから次のステージへ進む。何も欲しいものがなければEXITを選べばよい。当然であるがお金が足りないと売ってくれない。また選ぶのに時間をかけすぎると強制退店となってしまう。
サブマーク
ミニゲームにはサブマークが新たに設けられている（ないものもある）。
ドル袋
選択したプレイヤーに、ドル袋の数だけお金が手に入る（大きいものは5個分）
天使
ゲームの難易度が下がる（1人または2人）。ショップについている場合は、値段が安くなる。
大入り袋
クリアすると賞金として多くのドル袋を獲得できる。
宝箱
クリアすると勝利プレーヤーがアイテムを手に入れることができる。
デビル
ゲームの難易度が上がる（1・2人、大きなデビルは特に難度が上がる）。ショップについている場合は、値段が高くなる（大きなデビルの場合はカーソルも高速になる）
カオス
制限時間が1秒短くなる。ショップについている場合は、選択カーソルが高速になる。
ゴースト
ミニゲームを隠す。選ぶことで消えるが、それまで何のゲームが隠されているかはわからない。
ドクロ
ミニゲームに×マークが入り、選択できなくなる。

おじゃまキャラたちの様々なお邪魔
ミニゲーム選択時に様々な妨害をしてくる。
アリババロア
3問目でカーソルを高速移動させてくる。
デューク・クウゾウ
2問目でカーソルが逆に動き、4問目では逆動きの上にカーソルが速くなる。
モグレンジャー
3人とも、最後の問題でカーソルを高速往復させてくる。
魔法家元ウメ
暗闇の魔法で、カーソルが当たった瞬間しかゲームマークが見えなくなる。
魔法少女ピーチ
1回ごとにランダムでいずれかのゲームマークのサブマークにゴーストを1体つけ（それまであったサブマークは消える）、4問目ではカーソルが高速移動する。
魔法婦人ドリアン
1回ごとにランダムで雷の魔法でいずれかのゲームマークに悪いサブマーク（デビル、カオス）を出してくる。それまであったサブマークは消える。
ゴッツアーン
1〜3問目でカーソルを高速移動させてくるが、4問目は逆に遅くなる。
ウマイゾウ
ランダムでダイナマイトを出してきて、選択したゲームマークを破壊し、選び直させる。
オゴリーネ
2問目以降、選択時間が5秒しかなくなってしまう。

アイテム
道中で手に入るアイテムを使用してゲームを優位に進めることが、このモード最大の特徴である。ゲームスタート時にショップから無償でムチ（2P側はピッケル）が1つ手に入る。アイテムは原則として次に選ぶゲームにのみ有効で、1度使うと無くなってしまうが、継続して所有できるものもある。アイテムは最大6つまでしか持てないので、それ以上獲得した場合は古いものを任意で1つ放棄しなければならない。アイテムは原則としてミニゲーム選択前に選ぶことで使用するが、ミニゲーム選択後に使用できるアイテムもある。
ムチ
サブマークにカーソルが表示され、任意で選んだサブマークを1つ消す。1P側でスタートすると最初から1つ所有している。
ピッケル
ゲームマークを任意で1つ消して、その場所に新たなゲームマークを表示させる。2P側でスタートすると最初から1つ所有している。
魔法のホウキ
サブマークをすべて消す。
ダイナマイト
ゲームマークおよびサブマークをすべて消し、全て新たなゲームマークにする。
拳銃
選んだミニゲームのノルマが1つになる。元々ノルマが1つのゲームや、ミニボーナスには効果なし。
百裂拳
選んだミニゲームにおいて、ボタンを押したままで連打になる効果が得られる。ただしカンフーまさつのような交互連打には対応しない。
水中メガネ
カーソルの動きが遅くなる。
懐中電灯
サブマークで宝箱を出現させる（出現しないこともある）。
バラ
おじゃまキャラの様々な妨害を封印する。
広告チラシ
ランダムでゲームマークを1つショップに変えてしまう。ショップが既に選択肢に存在する状態でこのアイテムを使うとゴージャスな看板のショップが現れ、良質なアイテムや秘宝が手に入りやすい女性店員のショップに行くことができる。
ナイフ
選んだミニゲームの難易度を下げる。効果：小
刀剣
選んだミニゲームの難易度を下げる。効果：中
モリ
選んだミニゲームの難易度を下げる。効果：大
聖剣
選んだミニゲームの難易度を下げる。効果：特大
タイマー
選んだミニゲームの制限時間を1秒延長する。
銀のタイマー
選んだミニゲームの制限時間を2秒延長する。
金のタイマー
選んだミニゲームの制限時間を3秒延長する。
ライフ
ライフが1つその場で増える。ボーナスステージ直後のショップには必ず置いてある。
100円玉
コンティニュー出来る回数が1回増える。
ミニゲーム選択後に使用できるアイテム
魔法の杖
選択したゲームマークを別のゲームマークにチェンジする（ただし何が表示されるかはランダム）。
魔法のロッド
選択したゲームマークを消し、新たに選び直すことができる。
天使くん
選んだミニゲームの難易度を下げる。効果：中
大天使
選んだミニゲームの難易度を下げる。効果：特大
砂時計
選んだミニゲームの制限時間を1秒延長する。
銀の砂時計
選んだミニゲームの制限時間を2秒延長する。
金の砂時計
選んだミニゲームの制限時間を3秒延長する。
秘宝
簡単には手に入らないが、持っているだけで継続して効果を発揮するものもある。失ってしまうがアイテムとして使うことも可能。
時の石
制限時間が常に1秒延長される（持っている数だけ延長できる）。アイテムとして使うと次に選んだミニゲームでは制限時間が5秒増える。
命の石
ライフが無くなってもその場でライフを2〜3個持って復活できる（ただしその時点で失ってしまう）。この復活はコンティニューした回数にはカウントされない。アイテムとして使うとその場でランダムでライフが2〜3個増える。ボスゲームや最終ボスでは効果がないので、最終ボス手前で所持していればそこで使ってライフを増やしてしまう方法もある。
力の石
持っている間、ゲームの難易度を常に下げることができる。効果は小だが、複数持てば持った数だけ効果が大きくなる。アイテムとして使うと一番易しいレベルまで選んだミニゲームの難易度を下げることができる。
光の石
持っている間、ゲームマークについた悪いサブマークを随時消してくれる。アイテムとして使うと、その時の全てのサブマークがドル袋か天使君になる。
金の石
持っている間、ミニゲーム中で獲得できるドル袋が多くなる。アイテムとして使うと、その場でお金を最大値まで獲得できる。
魔の石
唯一のマイナスアイテム。持っている間、ミニゲームの難易度が上がる。アイテムとして使うと、一番難しいレベルまで選んだミニゲームの難易度が上がってしまう。
2人プレイ時専用アイテム（2人プレイ時のみ登場）
マネーゲッター
相手のお金を半分横取りする。
アイテムゲッター
相手のアイテムを1つ横取りする。
ライフゲッター
相手のライフを1つ横取りする。
チャンスゲッター
相手が持っているミニゲームの選択権を横取りする。
このモードをクリアすると、アーケード版には無かったスタッフロールと共にオリジナルのCGを見ることができる。また、その後電源を切るまでフリーモードで3つのミニボーナスやショップを選ぶことができる。アイテムは使えないが、秘宝の「時の石」に限りその効果を通常のミニゲームに反映させることができる。さらにデモ画面のデモプレイはオリジナルモード仕様になり、ミニゲームのプレイ中にドル袋が手に入る様子を見ることができる（時の石の効果も反映されるため、制限時間を延ばした状態を見ることも可能）。